# Секеркі-Великі
Секеркі-Великі (пол. Siekierki Wielkie) — село в Польщі, у гміні Костшин Познанського повіту Великопольського воєводства.
Населення — 1301 особа (2011).
У 1975-1998 роках село належало до Познанського воєводства.

## Демографія
Демографічна структура станом на 31 березня 2011 року:
|          | Загалом | Допрацездатний вік | Працездатний вік | Постпрацездатний вік |
| -------- | ------- | ------------------ | ---------------- | -------------------- |
| Чоловіки | 661     | 175                | 447              | 39                   |
| Жінки    | 640     | 172                | 390              | 78                   |
| Разом    | 1301    | 347                | 837              | 117                  |